# Maurice Bennett Flynn
Maurice Bennett Flynn, conosciuto come Lefty Flynn (Greenwich, 26 maggio 1892 – Camden, 6 marzo 1959), è stato un attore statunitense ex giocatore di football. Il soprannome "Lefty" ("mancino") gli derivava dal fatto che, giocando, calciava con il piede sinistro.

## Biografia
Flynn nacque a Greenwich, nel Connecticut, il 26 maggio 1892. A partire dal 1910, frequentò l'Università di Yale dove giocò per lo Yale Bulldogs football. Nel gennaio 1913, venne espulso per essersi sposato con Irene Leary, una chorus girl. Il matrimonio durò pochissimo: due si separarono dopo undici giorni dalle nozze e il divorzio divenne definitivo nel 1914. Nel marzo 1916, Flynn sposò Blanche Shove Palmer; da questo secondo matrimonio nacquero due figli, uno dei quali, Bud Palmer, sarebbe diventato un giocatore di pallacanestro professionista.
Tra il 1919 e il 1927, Flynn intraprese la carriera di attore: apparve in una quarantina di film, spesso nel ruolo di protagonista, sovente in ruoli avventurosi o di eroe sportivo. Nel 1925, sposò l'attrice Viola Dana dalla quale, poi, avrebbe divorziato nel 1929.
Trasferitosi a Tryon, nella Carolina del Nord, passò a nuove nozze, questa volta con Nora Langhorne Phipps, sorella della viscontessa Nancy Astor e di Irene Langhorne, quest'ultima sposata con l'artista Charles Dana Gibson. Alle prese con i problemi legati all'alcolismo, Flynn venne convinto dalla moglie a rivolgersi alle terapie prescritte dal Cristianesimo scientista al quale si era convertita Nancy Astor. E quando, nel 1934, i Flynn si presero cura di Scottie, la figlia di Zelda e Francis Scott Fitzgerald, i due suggerirono anche allo scrittore di curare la propria depressione adottando i metodi di Mary Baker Eddy, cosa che spinse Fitzgerald, il mese seguente, a scrivere un racconto che aveva come protagonisti i coniugi Flynn.
Maurice B. Flynn morì il 5 marzo 1959 a Camden (Carolina del Sud), all'età di sessantasei anni.

## Filmografia
- Cuor di vent'anni (Oh Boy!), regia di Albert Capellani (1919)
- The Silver Horde, regia di Frank Lloyd (1920)
- The Great Accident, regia di Harry Beaumont (1920)
- Going Some, regia di Harry Beaumont (1920)
- Stop Thief, regia di Harry Beaumont (1920)
- Officer 666, regia di Harry Beaumont (1920)
- Just Out of College, regia di Alfred E. Green (1920)
- Vie del destino (Roads of Destiny), regia di Frank Lloyd (1921)
- Children of the Night, regia di John Francis Dillon (1921)
- Il vecchio nido (The Old Nest), regia di Reginald Barker (1921)
- Dangerous Curve Ahead, regia di E. Mason Hopper (1921)
- Bucking the Line, regia di Carl Harbaugh (1921)
- The Last Trail, regia di Emmett J. Flynn (1921)
- The Night Rose rinominato Voices of the City, regia di Wallace Worsley (1921)
- Smiles Are Trumps, regia di George Marshall (1922)
- Roughshod, regia di B. Reeves Eason (1922)
- La donna che vinse il destino (The Woman Who Walked Alone), regia di George Melford (1922)
- Oath-Bound, regia di Bernard J. Durning (1922)
- Omar the Tentmaker, regia di James Young (1922)
- Drums of Fate, regia di Charles Maigne (1923)
- The Snow Bride, regia di Henry Kolker (1923)
- Salomy Jane, regia di George Melford (1923)
- Hell's Hole, regia di Emmett J. Flynn (1923)
- Perle vere e perle false (The Uninvited Guest), regia di Ralph Ince (1924)
- Code of the Sea, regia di Victor Fleming (1924)
- Open All Night, regia di Paul Bern (1924)
- The Millionaire Cowboy, regia di Harry Garson (1924)
- The No-Gun Man, regia di Harry Garson (1924)
- Breed of the Border, regia di Harry Garson (1924)
- Speed Wild, regia di Harry Garson (1925)
- High and Handsome, regia di Harry Garson (1925)
- Heads Up, regia di Harry Garson (1925)
- Smilin' at Trouble, regia di Harry Garson (1925)
- O.U.T. West, regia di Harry Garson (1925)
- The Traffic Cop, regia di Harry Garson (1926)
- Sir Lumberjack, regia di Harry Garson (1926)
- Glenister of the Mounted, regia di Harry Garson (1926)
- Mulhall's Greatest Catch, regia di Harry Garson (1926)
- The College Boob, regia di Harry Garson (1926)
- The Golden Stallion, regia di Harry S. Webb - serial (1927)